# Station Mańkowice
Station Mańkowice is een spoorwegstation in de Poolse plaats Mańkowice.